# Replica I

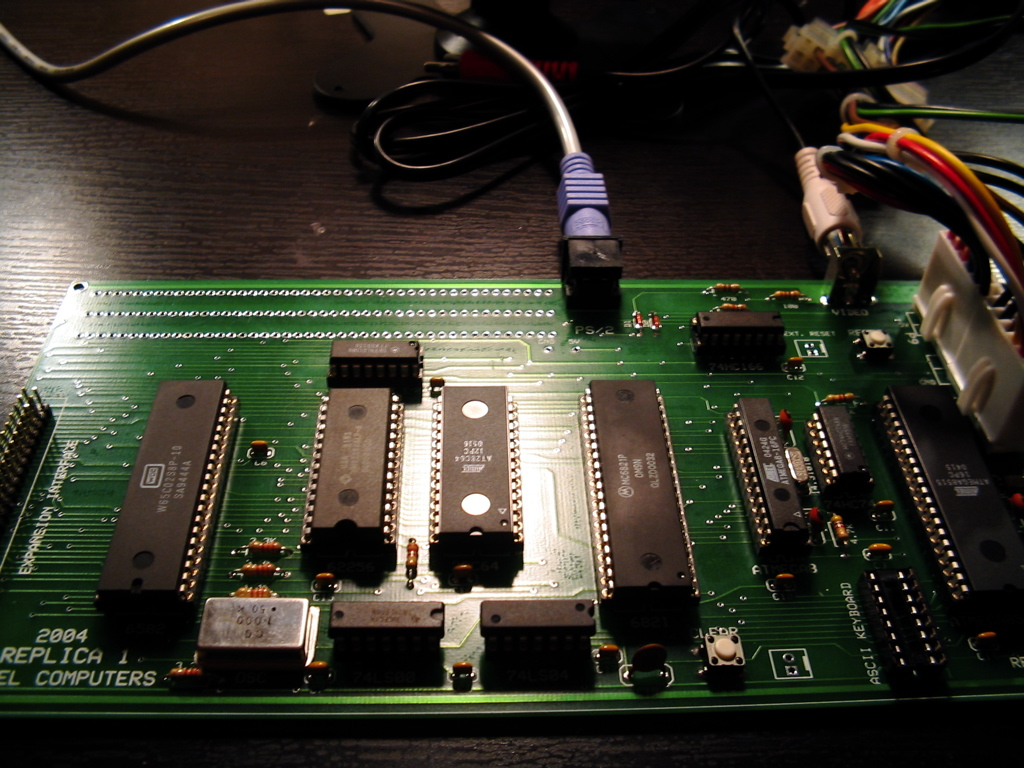
Platine eines Replica I

Replica I ist ein kompatibler Nachbau des von Steve Wozniak entwickelten Computers Apple I, der 2003 von Vince Briel konstruiert wurde. Wozniak hat den Nachbau und die Nutzung der Originalsoftware genehmigt. 
Der Nachbau verwendet ebenfalls den MOS Technology 6502-Chip und die einfachen Interface- und Fernsehanschlüsse des Originals mit einem vereinfachten Boarddesign mit teilweise neuen Bauteilen. So werden zwei Mikrocontroller verwendet, welche die diskrete Transistor-Transistor-Logik (TTL) und einige nicht mehr erhältliche Bausteine ersetzen. Der Replica I bietet damit sowohl das Apple I BASIC im ROM des Originals wie auch den von Ken Wessen programmierten „KRUSADER Assembler“, der zudem einen Disassembler und Debugger enthält. Somit konnte der größte Teil der Funktionalität des Originals beibehalten werden. Es wurde weiterhin auf die „Löschen“-Taste verzichtet.
Apple hatte gegen den Einbau keine Einwände, da das Design von Wozniak älter als die Firma selbst war und dieser seine Zustimmung gegeben hatte. Zuvor hatte Apple alle Materialien an den „Apple I Owner Club“ freigegeben.
Der Vertrieb des Replica I erfolgte über Briels eigene Firma Briel Computers, die den Rechner als vorgefertigtes Modell sowie einen als „build-it-yourself kit“ genannten Selbstbausatz verkauften. Der Vertrieb ist zwischenzeitlich auf ReActivemicro übergegangen.
Die im ursprünglichen Replica I eingebaute serielle E/A-Karte ermöglicht das Laden und Speichern von für das System geschriebenen Programmen auf die Festplatte von gängigen PCs, da die ursprünglich genutzten Kassettenlaufwerke kaum bis gar nicht mehr verfügbar sind.  Über die E/A-Karte kann der Replica I auch an den Original Apple I-Computer angeschlossen werden.
Der Nachfolger des Replica I integriert neben der E/A-Karte auch eine USB-Schnittstelle und ein externes Netzteil mit Einschaltanzeige. Somit wird die Abhängigkeit zu einem PC-Netzteil aufgelöst.
Bei der dritten Auflage wurde die USB-Schnittstelle durch einen AVR-Microcontroller zur Videogenerierung durch einen Parallax Propeller-Mikrocontroller ersetzt. Die Stromversorgung und Programmierung des Replica I kann über die USB-Verbindung an einen PC erfolgen. Durch die vorhandenen 2 ROM-Bausteine besteht die Möglichkeit, Apple 1 Basic oder Woz Monitor und Applesoft lite zu verwenden.
2013 wurde zum zehnjährigen Jubiläum eine Sonderedition des Computers vertrieben.
Die Preise für den Replica I plus bewegen sich zwischen $135 und $190.  Als Erweiterung können externe RAM-Module, Netzteile und Tastaturadapter sowie ein Modul mit Compact Flash-Interface und Debug-Board erworben werden.

## A-One
2006 wurde von Franz Achatz und San Bergmans ein weiterer Apple-1-Nachbau vorgestellt, der A-ONE.